# Meteorium henschenii
Meteorium henschenii là một loài Rêu trong họ Meteoriaceae. Loài này được (Müll. Hal. ex Ångström) Broth. miêu tả khoa học đầu tiên năm 1906.